# All Souls College Library
La All Souls College Library (« Bibliothèque All Souls College » en anglais) est une bibliothèque universitaire située à Oxford, au Royaume-Uni. Elle est rattachée au All Souls College, un collège fédéré de l’université d'Oxford. 

## Historique
La bibliothèque dans sa forme actuelle a été constituée par Christopher Codrington (1668-1710), un fellow du college devenu riche grâce à sa plantation de canne à sucre aux Antilles. Codrington a légué des livres d'une valeur de 6 000 £, en plus de 10 000 £ en devises (l'équivalent d'environ 1,2 million de livres sterling modernes). La bibliothèque, conçue par l’architecte Nicholas Hawksmoor et commencée en 1716, a été achevée en 1751. Elle a été en permanence utilisée par les chercheurs depuis lors. Elle a le grade I dans le National Heritage List for England. 
La première femme admise comme lectrice à la bibliothèque fut Cornelia Sorabji du Somerville College, à l’invitation de Sir William Anson en 1890. 

## Collections
La collection moderne comprend 185 000 documents, dont environ un tiers ont été produits avant 1800. Les collections de la bibliothèque sont particulièrement riches en droit, histoire européenne, histoire ecclésiastique et histoire militaire. Elle dispose d’une collection en pleine expansion consacrée à la sociologie et l’histoire des sciences. De façon exceptionnelle pour une bibliothèque de college d’Oxford, l’inscription à celle-ci est ouverte à tous les membres de l’Université. La bibliothèque contient une importante collection de manuscrits et de vieux livres imprimés, et attire des chercheurs du monde entier.